# Ambia oculalis
Ambia oculalis là một loài bướm đêm trong họ Crambidae.